# Championnats du monde de patinage artistique 2021
Navigation
Mondiaux 2019 Mondiaux 2022
Les championnats du monde de patinage artistique 2021 ont lieu du 22 au 28 mars 2021 à l'Ericsson Globe de Stockholm en Suède. Les compétitions se tiennent à huis clos à cause de la pandémie de Covid-19.
L'édition 2020 devait se tenir à Montréal au Québec du 16 au 22 mars 2020 mais l'Union internationale de patinage décide le 11 mars de reporter le concours en raison de préoccupations concernant la pandémie de Covid-19. La Fédération internationale se résigne un mois plus tard, le 16 avril, à annuler les compétitions devant l'impossibilité de l'organiser dans un délai de six mois.

## Qualifications
Les patineurs sont éligibles à l'épreuve s'ils représentent une nation membre de l'Union internationale de patinage (International Skating Union en anglais) et s'ils ont atteint l'âge de 15 ans avant le 1er juillet 2020. Les fédérations nationales sélectionnent leurs patineurs en fonction de leurs propres critères, mais l'Union internationale de patinage exige un score minimum d'éléments techniques (Technical Elements Score en anglais) lors d'une compétition internationale avant les championnats du monde (Pour les Championnats du monde 2021, l'ISU accepte les scores s'ils ont été obtenus au cours des deux saisons en cours ou précédentes). 

### Score minimum d'éléments techniques
L'Union internationale de patinage stipule que les notes minimales doivent être obtenues lors d'une compétition internationale senior reconnue par elle-même au cours de la saison en cours ou précédente, au plus tard 21 jours avant le premier jour d'entraînement officiel. 
| Score minimum d'éléments techniques                                                         | Score minimum d'éléments techniques | Score minimum d'éléments techniques |
| Discipline                                                                                  | Programme court                     | Programme libre                     |
| Messieurs                                                                                   | 34.00                               | 64.00                               |
| Dames                                                                                       | 30.00                               | 51.00                               |
| Couples                                                                                     | 27.00                               | 44.00                               |
| Danse sur glace                                                                             | 33.00                               | 47.00                               |
| ------------------------------------------------------------------------------------------- | ----------------------------------- | ----------------------------------- |
| Les scores des programmes courts et libres peuvent être obtenus à différentes compétitions. |                                     |                                     |

### Nombre d'inscriptions par discipline
Sur la base des résultats des championnats du monde 2019, l'Union internationale de patinage autorise chaque pays à avoir de une à trois inscriptions par discipline.
| Nombre d'inscriptions                                             | Messieurs                    | Dames                          | Couples                                     | Danse sur glace          |
| ----------------------------------------------------------------- | ---------------------------- | ------------------------------ | ------------------------------------------- | ------------------------ |
| 3                                                                 | Japon États-Unis             | Japon Kazakhstan Russie        | Russie Chine                                | États-Unis Canada Russie |
| 2                                                                 | Chine Russie Tchéquie Italie | États-Unis Corée du Sud Canada | France Canada États-Unis Autriche Allemagne | France Italie            |
| Si non répertorié ci-dessus, une seule inscription est autorisée. |                              |                                |                                             |                          |

Du fait de l'exclusion de la Russie par le Tribunal arbitral du sport de tous les mondiaux jusqu'en décembre 2022, les patineurs russes ne peuvent représenter officiellement la Russie. Ils participent donc de manière « neutre » à la compétition en représentant leur fédération sportive, la fédération russe de patinage artistique (Figure Skating Federation of Russia en anglais).

## Podiums
| Épreuves                            | Or                                      | Argent                            | Bronze                                  |
| ----------------------------------- | --------------------------------------- | --------------------------------- | --------------------------------------- |
| Messieurs résultats détaillés       | Nathan Chen                             | Yuma Kagiyama                     | Yuzuru Hanyu                            |
| Dames résultats détaillés           | Anna Chtcherbakova                      | Elizaveta Tuktamysheva            | Alexandra Troussova                     |
| Couples résultats détaillés         | Anastasia Mishina / Aleksandr Galliamov | Sui Wenjing / Han Cong            | Aleksandra Boikova / Dmitrii Kozlovskii |
| Danse sur glace résultats détaillés | Victoria Sinitsina / Nikita Katsalapov  | Madison Hubbell / Zachary Donohue | Piper Gilles / Paul Poirier             |

## Tableau des médailles
| Rang  | Nation           | Or | Argent | Bronze | Total |
| ----- | ---------------- | -- | ------ | ------ | ----- |
| 1     | Fédération russe | 3  | 1      | 2      | 6     |
| 2     | États-Unis       | 1  | 1      | 0      | 2     |
| 3     | Japon            | 0  | 1      | 1      | 2     |
| 4     | Chine            | 0  | 1      | 0      | 1     |
| 5     | Canada           | 0  | 0      | 1      | 1     |
| Total | Total            | 4  | 4      | 4      | 12    |

## Détails des compétitions

### Messieurs
| Rang                                        | Nom                 | Nation           | Points | Programme court | Programme court | Programme libre | Programme libre |
| ------------------------------------------- | ------------------- | ---------------- | ------ | --------------- | --------------- | --------------- | --------------- |
| 1                                           | Nathan Chen         | États-Unis       | 320.88 | 3               | 98.85           | 1               | 222.03          |
| 2                                           | Yuma Kagiyama       | Japon            | 291.77 | 2               | 100.96          | 2               | 190.81          |
| 3                                           | Yuzuru Hanyu        | Japon            | 289.18 | 1               | 106.98          | 4               | 182.20          |
| 4                                           | Shoma Uno           | Japon            | 277.44 | 6               | 92.62           | 3               | 184.82          |
| 5                                           | Mikhail Kolyada     | Fédération russe | 272.04 | 4               | 93.52           | 5               | 178.52          |
| 6                                           | Keegan Messing      | Canada           | 270.26 | 5               | 93.51           | 6               | 176.75          |
| 7                                           | Jason Brown         | États-Unis       | 262.17 | 7               | 91.25           | 8               | 170.92          |
| 8                                           | Evgeni Semenenko    | Fédération russe | 258.45 | 10              | 86.86           | 7               | 171.59          |
| 9                                           | Kevin Aymoz         | France           | 254.52 | 9               | 88.24           | 9               | 166.28          |
| 10                                          | Cha Jun-hwan        | Corée du Sud     | 245.99 | 8               | 91.15           | 13              | 154.84          |
| 11                                          | Matteo Rizzo        | Italie           | 245.37 | 11              | 83.30           | 11              | 162.07          |
| 12                                          | Daniel Grassl       | Italie           | 242.81 | 15              | 79.43           | 10              | 163.38          |
| 13                                          | Yan Han             | Chine            | 235.31 | 12              | 81.52           | 14              | 153.79          |
| 14                                          | Moris Kvitelashvili | Géorgie          | 231.81 | 21              | 74.66           | 12              | 157.15          |
| 15                                          | Lukas Britschgi     | Suisse           | 225.55 | 17              | 78.27           | 16              | 147.28          |
| 16                                          | Aleksandr Selevko   | Estonie          | 222.06 | 24              | 70.74           | 15              | 151.32          |
| 17                                          | Konstantin Milyukov | Biélorussie      | 221.33 | 16              | 78.86           | 17              | 142.47          |
| 18                                          | Deniss Vasiļjevs    | Lettonie         | 213.05 | 14              | 81.22           | 18              | 131.83          |
| 19                                          | Michal Březina      | Tchéquie         | 210.73 | 13              | 81.43           | 21              | 129.30          |
| 20                                          | Donovan Carrillo    | Mexique          | 204.78 | 23              | 73.91           | 19              | 130.87          |
| 21                                          | Ivan Chmouratko     | Ukraine          | 204.17 | 22              | 73.98           | 20              | 130.19          |
| 22                                          | Jin Boyang          | Chine            | 199.15 | 19              | 77.95           | 22              | 121.20          |
| 23                                          | Nikolaj Majorov     | Suède            | 192.79 | 20              | 75.59           | 23              | 117.20          |
| 24                                          | Alexei Bychenko     | Israël           | 190.45 | 18              | 78.05           | 24              | 112.40          |
| Patineurs éliminés après le programme court |                     |                  |        |                 |                 |                 |                 |
| 25                                          | Vincent Zhou        | États-Unis       |        | 25              | 70.51           | NC              | NC              |
| 26                                          | Paul Fentz          | Allemagne        |        | 26              | 68.43           | NC              | NC              |
| 27                                          | Vladimir Litvintsev | Azerbaïdjan      |        | 27              | 68.43           | NC              | NC              |
| 28                                          | Başar Oktar         | Turquie          |        | 28              | 67.14           | NC              | NC              |
| 29                                          | Maurizio Zandron    | Autriche         |        | 29              | 63.88           | NC              | NC              |
| 30                                          | Peter James Hallam  | Royaume-Uni      |        | 30              | 61.56           | NC              | NC              |
| 31                                          | Valtter Virtanen    | Finlande         |        | 31              | 60.27           | NC              | NC              |
| 32                                          | Mikhail Shaidorov   | Kazakhstan       |        | 32              | 59.14           | NC              | NC              |
| 33                                          | Larry Loupolover    | Bulgarie         |        | 33              | 58.93           | NC              | NC              |

### Dames
| Rang                                          | Nom                    | Pays             | Points | Programme court | Programme court | Programme libre | Programme libre |
| --------------------------------------------- | ---------------------- | ---------------- | ------ | --------------- | --------------- | --------------- | --------------- |
| 1                                             | Anna Chtcherbakova     | Fédération russe | 233.17 | 1               | 81.00           | 2               | 152.17          |
| 2                                             | Elizaveta Tuktamysheva | Fédération russe | 220.46 | 3               | 78.86           | 3               | 141.60          |
| 3                                             | Alexandra Troussova    | Fédération russe | 217.20 | 12              | 64.82           | 1               | 152.38          |
| 4                                             | Karen Chen             | États-Unis       | 208.63 | 4               | 74.40           | 6               | 134.23          |
| 5                                             | Loena Hendrickx        | Belgique         | 208.44 | 10              | 67.28           | 4               | 141.16          |
| 6                                             | Kaori Sakamoto         | Japon            | 207.80 | 6               | 70.38           | 5               | 137.42          |
| 7                                             | Rika Kihira            | Japon            | 205.70 | 2               | 79.08           | 9               | 126.62          |
| 8                                             | Olga Mikutina          | Autriche         | 198.77 | 11              | 67.18           | 7               | 131.59          |
| 9                                             | Bradie Tennell         | États-Unis       | 197.81 | 7               | 69.87           | 8               | 127.94          |
| 10                                            | Lee Hae-in             | Corée du Sud     | 193.44 | 8               | 68.94           | 11              | 124.50          |
| 11                                            | Kim Ye-lim             | Corée du Sud     | 191.78 | 5               | 73.63           | 13              | 118.15          |
| 12                                            | Ekaterina Ryabova      | Azerbaïdjan      | 189.46 | 13              | 64.11           | 10              | 125.35          |
| 13                                            | Madeline Schizas       | Canada           | 185.78 | 9               | 68.77           | 14              | 117.01          |
| 14                                            | Eva-Lotta Kiibus       | Estonie          | 181.47 | 19              | 59.65           | 12              | 121.82          |
| 15                                            | Josefin Taljegård      | Suède            | 178.10 | 15              | 61.58           | 16              | 116.52          |
| 16                                            | Lindsay van Zundert    | Pays-Bas         | 174.50 | 24              | 57.72           | 15              | 116.78          |
| 17                                            | Alexandra Feigin       | Bulgarie         | 173.52 | 17              | 59.97           | 18              | 113.55          |
| 18                                            | Nicole Schott          | Allemagne        | 172.80 | 20              | 59.09           | 17              | 113.71          |
| 19                                            | Satoko Miyahara        | Japon            | 172.30 | 16              | 59.99           | 19              | 112.31          |
| 20                                            | Alina Urushadze        | Géorgie          | 169.01 | 18              | 59.89           | 20              | 109.12          |
| 21                                            | Chen Hongyi            | Chine            | 162.79 | 22              | 58.81           | 21              | 103.98          |
| 22                                            | Eliška Březinová       | Tchéquie         | 155.14 | 21              | 58.81           | 22              | 96.33           |
| 23                                            | Natasha McKay          | Royaume-Uni      | 153.46 | 23              | 58.15           | 23              | 95.31           |
| 24                                            | Jenni Saarinen         | Finlande         | 146.54 | 14              | 63.54           | 24              | 83.00           |
| Patineuses éliminées après le programme court |                        |                  |        |                 |                 |                 |                 |
| 25                                            | Alexia Paganini        | Suisse           |        | 25              | 57.23           | NC              | NC              |
| 26                                            | Kailani Craine         | Australie        |        | 26              | 56.86           | NC              | NC              |
| 27                                            | Emily Bausback         | Canada           |        | 27              | 55.74           | NC              | NC              |
| 28                                            | Lara Naki Gutmann      | Italie           |        | 28              | 55.64           | NC              | NC              |
| 29                                            | Emmy Ma                | Taipei chinois   |        | 29              | 55.63           | NC              | NC              |
| 30                                            | Júlia Láng             | Hongrie          |        | 30              | 54.20           | NC              | NC              |
| 31                                            | Nelli Ioffe            | Israël           |        | 31              | 52.43           | NC              | NC              |
| 32                                            | Ekaterina Kurakova     | Pologne          |        | 32              | 52.28           | NC              | NC              |
| 33                                            | Angelīna Kučvaļska     | Lettonie         |        | 33              | 47.94           | NC              | NC              |
| 34                                            | Daša Grm               | Slovénie         |        | 34              | 47.76           | NC              | NC              |
| 35                                            | Anastasia Arkhipova    | Ukraine          |        | 35              | 45.07           | NC              | NC              |
| 36                                            | Emilea Zingas          | Chypre           |        | 36              | 43.20           | NC              | NC              |
| 37                                            | Elžbieta Kropa         | Lituanie         |        | 37              | 41.31           | NC              | NC              |
| Abandon                                       | Maé-Bérénice Méité     | France           |        | NC              | NC              | NC              | NC              |
| Forfait                                       | Yi Christy Leung       | Hong Kong        |        | NC              | NC              | NC              | NC              |

### Couples
| Rang                                      | Nom                                      | Pays             | Points | Programme court | Programme court | Programme libre | Programme libre |
| ----------------------------------------- | ---------------------------------------- | ---------------- | ------ | --------------- | --------------- | --------------- | --------------- |
| 1                                         | Anastasia Mishina / Aleksandr Galliamov  | Fédération russe | 227.59 | 3               | 75.79           | 1               | 151.80          |
| 2                                         | Sui Wenjing / Han Cong                   | Chine            | 225.71 | 2               | 77.62           | 2               | 148.09          |
| 3                                         | Aleksandra Boikova / Dmitrii Kozlovskii  | Fédération russe | 217.63 | 1               | 80.16           | 4               | 137.47          |
| 4                                         | Evgenia Tarasova / Vladimir Morozov      | Fédération russe | 212.76 | 4               | 71.46           | 3               | 141.30          |
| 5                                         | Peng Cheng / Jin Yang                    | Chine            | 201.18 | 5               | 71.32           | 6               | 129.86          |
| 6                                         | Kirsten Moore-Towers / Michael Marinaro  | Canada           | 195.29 | 10              | 63.45           | 5               | 131.84          |
| 7                                         | Alexa Scimeca Knierim / Brandon Frazier  | États-Unis       | 192.10 | 7               | 64.67           | 7               | 127.43          |
| 8                                         | Nicole Della Monica / Matteo Guarise     | Italie           | 186.50 | 11              | 59.95           | 8               | 126.55          |
| 9                                         | Ashley Cain-Gribble / Timothy LeDuc      | États-Unis       | 185.31 | 6               | 64.94           | 9               | 120.37          |
| 10                                        | Riku Miura / Ryuichi Kihara              | Japon            | 184.41 | 8               | 64.37           | 10              | 120.04          |
| 11                                        | Miriam Ziegler / Severin Kiefer          | Autriche         | 182.30 | 9               | 64.01           | 11              | 118.29          |
| 12                                        | Evelyn Walsh / Trennt Michaud            | Canada           | 176.24 | 12              | 59.41           | 12              | 116.83          |
| 13                                        | Annika Hocke / Robert Kunkel             | Allemagne        | 162.81 | 13              | 57.48           | 14              | 105.33          |
| 14                                        | Ioulia Chtchetinina / Márk Magyar        | Hongrie          | 157.87 | 18              | 51.21           | 13              | 106.66          |
| 15                                        | Elizaveta Zhuk / Martin Bidař            | Tchéquie         | 157.29 | 16              | 54.30           | 15              | 102.99          |
| 16                                        | Anastasia Metelkina / Daniil Parkman     | Géorgie          | 156.73 | 14              | 56.13           | 16              | 100.60          |
| 17                                        | Rebecca Ghilardi / Filippo Ambrosini     | Italie           | 154.04 | 15              | 54.70           | 18              | 99.34           |
| 18                                        | Bogdana Lukashevich / Alexander Stepanov | Biélorussie      | 145.55 | 20              | 46.20           | 17              | 99.35           |
| 19                                        | Anna Vernikov / Evgeni Krasnopolski      | Israël           | 145.03 | 17              | 53.67           | 20              | 91.36           |
| 20                                        | Cléo Hamon / Denys Strekalin             | France           | 144.84 | 19              | 50.99           | 19              | 93.85           |
| Couples éliminés après le programme court |                                          |                  |        |                 |                 |                 |                 |
| 21                                        | Lana Petranović / Antonio Souza-Kordeiru | Croatie          |        | 21              | 44.75           | NC              | NC              |
| 22                                        | Daria Danilova / Michel Tsiba            | Pays-Bas         |        | 22              | 43.12           | NC              | NC              |
| 23                                        | Coline Keriven / Noël-Antoine Pierre     | France           |        | 23              | 42.12           | NC              | NC              |
| 24                                        | Zoe Jones / Christopher Boyadji          | Royaume-Uni      |        | 24              | 38.79           | NC              | NC              |

### Danse sur glace
| Rang                                               | Nom                                          | Pays             | Points | Danse rythmique | Danse rythmique | Danse libre | Danse libre |
| -------------------------------------------------- | -------------------------------------------- | ---------------- | ------ | --------------- | --------------- | ----------- | ----------- |
| 1                                                  | Victoria Sinitsina / Nikita Katsalapov       | Fédération russe | 221.17 | 1               | 88.15           | 1           | 133.02      |
| 2                                                  | Madison Hubbell / Zachary Donohue            | États-Unis       | 214.71 | 2               | 86.05           | 3           | 128.66      |
| 3                                                  | Piper Gilles / Paul Poirier                  | Canada           | 214.35 | 4               | 83.37           | 2           | 130.98      |
| 4                                                  | Madison Chock / Evan Bates                   | États-Unis       | 212.69 | 3               | 85.15           | 4           | 127.54      |
| 5                                                  | Aleksandra Stepanova / Ivan Bukin            | Fédération russe | 208.77 | 5               | 83.02           | 5           | 125.75      |
| 6                                                  | Charlène Guignard / Marco Fabbri             | Italie           | 205.20 | 6               | 81.04           | 6           | 124.16      |
| 7                                                  | Lilah Fear / Lewis Gibson                    | Royaume-Uni      | 196.92 | 8               | 77.42           | 7           | 119.50      |
| 8                                                  | Laurence Fournier Beaudry / Nikolaj Sørensen | Canada           | 196.88 | 7               | 77.87           | 8           | 119.01      |
| 9                                                  | Kaitlin Hawayek / Jean-Luc Baker             | États-Unis       | 188.51 | 11              | 75.08           | 9           | 113.43      |
| 10                                                 | Tiffany Zahorski / Jonathan Guerreiro        | Fédération russe | 188.45 | 10              | 75.58           | 10          | 112.87      |
| 11                                                 | Sara Hurtado / Kirill Khaliavin              | Espagne          | 186.13 | 12              | 74.26           | 11          | 111.87      |
| 12                                                 | Natalia Kaliszek / Maksym Spodyriev          | Pologne          | 183.33 | 9               | 76.12           | 14          | 107.21      |
| 13                                                 | Wang Shiyue / Liu Xinyu                      | Chine            | 182.90 | 13              | 73.97           | 12          | 108.93      |
| 14                                                 | Marjorie Lajoie / Zachary Lagha              | Canada           | 180.71 | 14              | 72.00           | 13          | 108.71      |
| 15                                                 | Allison Reed / Saulius Ambrulevičius         | Lituanie         | 178.18 | 15              | 71.29           | 15          | 106.89      |
| 16                                                 | Adelina Galyavieva / Louis Thauron           | France           | 173.55 | 16              | 69.99           | 16          | 103.56      |
| 17                                                 | Evgeniia Lopareva / Geoffrey Brissaud        | France           | 169.70 | 19              | 66.80           | 17          | 102.90      |
| 18                                                 | Katharina Müller / Tim Dieck                 | Allemagne        | 168.33 | 17              | 68.37           | 19          | 99.96       |
| 19                                                 | Misato Komatsubara / Tim Koleto              | Japon            | 167.81 | 18              | 68.02           | 20          | 99.79       |
| 20                                                 | Oleksandra Nazarova / Maxim Nikitin          | Ukraine          | 167.34 | 20              | 66.54           | 18          | 100.80      |
| Couples de danse éliminés après la danse rythmique |                                              |                  |        |                 |                 |             |             |
| 21                                                 | Juulia Turkkila / Matthias Versluis          | Finlande         |        | 21              | 64.59           | NC          | NC          |
| 22                                                 | Natálie Taschlerová / Filip Taschler         | Tchéquie         |        | 22              | 64.00           | NC          | NC          |
| 23                                                 | Anna Yanovskaya / Ádám Lukács                | Hongrie          |        | 23              | 62.78           | NC          | NC          |
| 24                                                 | Holly Harris / Jason Chan                    | Australie        |        | 24              | 60.73           | NC          | NC          |
| 25                                                 | Carolina Moscheni / Francesco Fioretti       | Italie           |        | 25              | 60.60           | NC          | NC          |
| 26                                                 | Shira Ichilov / Laurent Abecassis            | Israël           |        | 26              | 55.57           | NC          | NC          |
| 27                                                 | Yuliia Zhata / Berk Akalın                   | Turquie          |        | 27              | 52.21           | NC          | NC          |
| 28                                                 | Viktoria Semenjuk / Ilya Yukhimuk            | Biélorussie      |        | 28              | 51.15           | NC          | NC          |
| 29                                                 | Chelsea Verhaegh / Sherim van Geffen         | Pays-Bas         |        | 29              | 50.79           | NC          | NC          |
| 30                                                 | Ekaterina Kuznetsova / Oleksandr Kolosovskyi | Azerbaïdjan      |        | 30              | 46.19           | NC          | NC          |
| 31                                                 | Mina Zdravkova / Christopher Martin Davis    | Bulgarie         |        | 31              | 45.28           | NC          | NC          |
| Forfait                                            | Tina Garabedian / Simon Proulx-Sénécal       | Arménie          |        | NC              | NC              | NC          | NC          |